# Kim Jung-eun
Kim Jung-eun (in hangŭl 김정은; Seul, 4 marzo 1976) è un'attrice sudcoreana.

## Filmografia parziale

### Televisione
- Pari-ui yeon-in – serie TV, (2004)
- Yeon-in – serie TV, (2006-2007)
- On Air – serie TV, (2008)
- Kim Jung-eun-ui Chocolate – programma TV, (2008-2011)
- Naneun jeonseor-ida – serie TV, (2010)
- Strong Girl Nam-soon – serie TV, (2023)

### Cinema
- Gamun-ui yeonggwang, regia di Jeong Heung-sun (2002)
- Nae namja-ui romance, regia di Park Je-hyun (2004)
- Le Grand Chef 2: Kimchi Battle 2010